# Erbigsbach
Der Erbigsbach ist ein linker Zufluss der Laufach im Landkreis Aschaffenburg im bayerischen Spessart.

## Geographie

### Verlauf

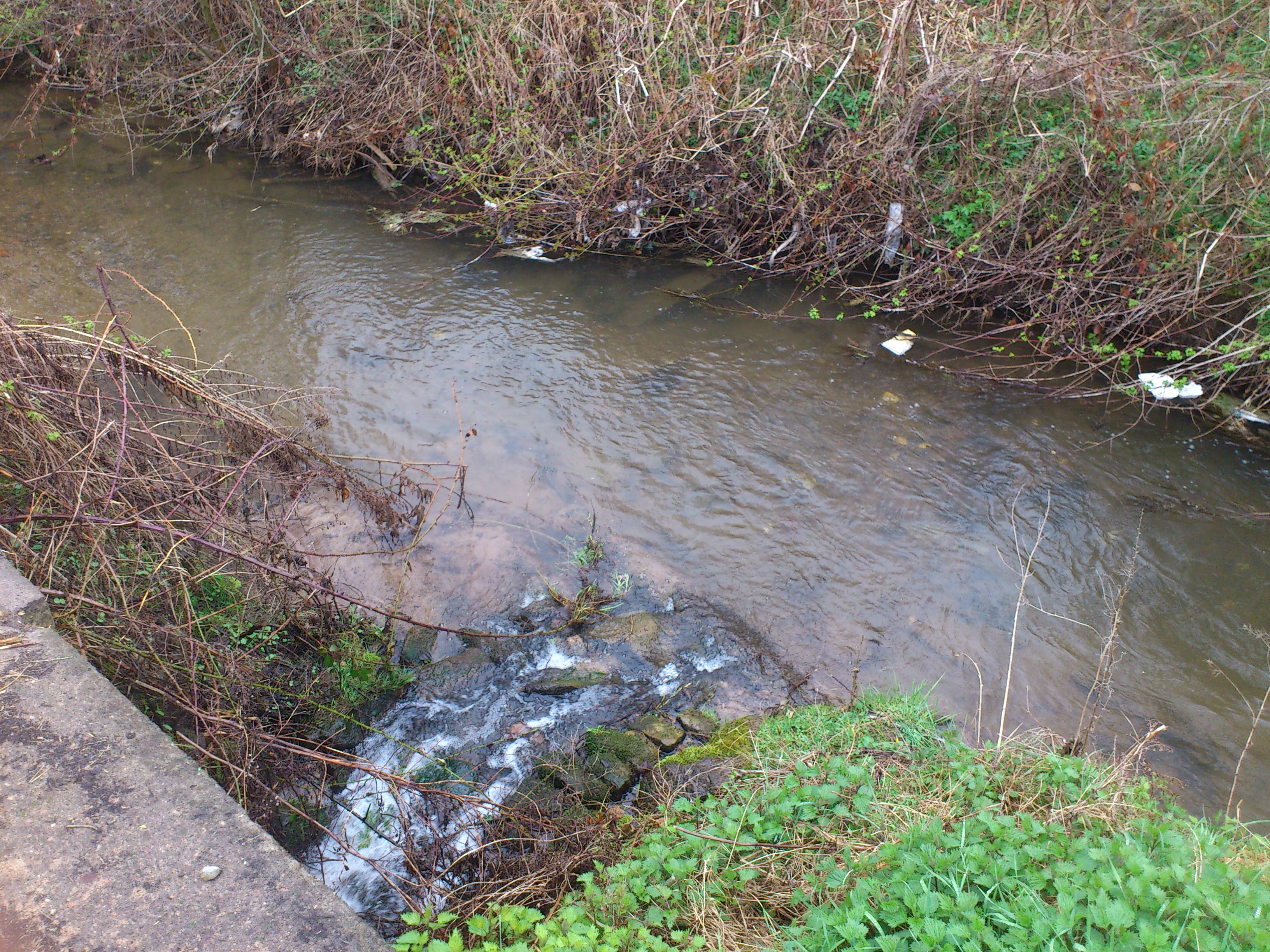
Der Erbigsbach (vorne) mündet in die Laufach

Der Erbigsbach entsteht  im Frohnhofer Wald  aus mehreren Quellen zwischen Waldaschaff und Laufach am östlichen Fuße des 345 m hohen Brandenbergs. Die Hauptquelle entspringt auf einer Höhe von 254 m ü. NHN.
Der vereinigte Bach verläuft in nördliche Richtung durch ein tiefes bewaldetes Tal, durchfließt dann die Gemeinde Laufach  und mündet schließlich am Westrand des Dorfs auf einer Höhe von 164 m ü. NHN von links in gleichnamigen Fluss.
Der etwa 1,5 km lange Lauf des Erbigsbachs endet ungefähr 90 Höhenmeter unterhalb seiner Quelle, er hat somit ein mittleres Sohlgefälle von circa 62 ‰.

### Einzugsgebiet
Das etwa 1,8 km² große Einzugsgebiet des Erbigsbachs liegt im Spessart und  wird durch ihn über die Laufach, die Aschaff, den Main und den Rhein zur Nordsee entwässert.
Es grenzt
- im Osten an das Einzugsgebiet des Erlenbachs, der in die Laufach mündet
- im Süden an das der Aschaff
- im Südwesten an das des Gogelgrabens der in die Aschaff mündet
- und im Westen an das des Laufachzuflusses Hembach.

Die höchste Erhebung ist der 417 m ü. NHN hohe Steinknückl im Süden des Einzugsgebiets.
Das Einzugsgebiet im Bereich des Oberlaufs ist zum größten Teil bewaldet, im übrigen Teil überwiegt Ackerland und nur der Mündungsbereich ist besiedelt.

### Flusssystem Aschaff
- Fließgewässer im Flusssystem Aschaff